# Malzbier

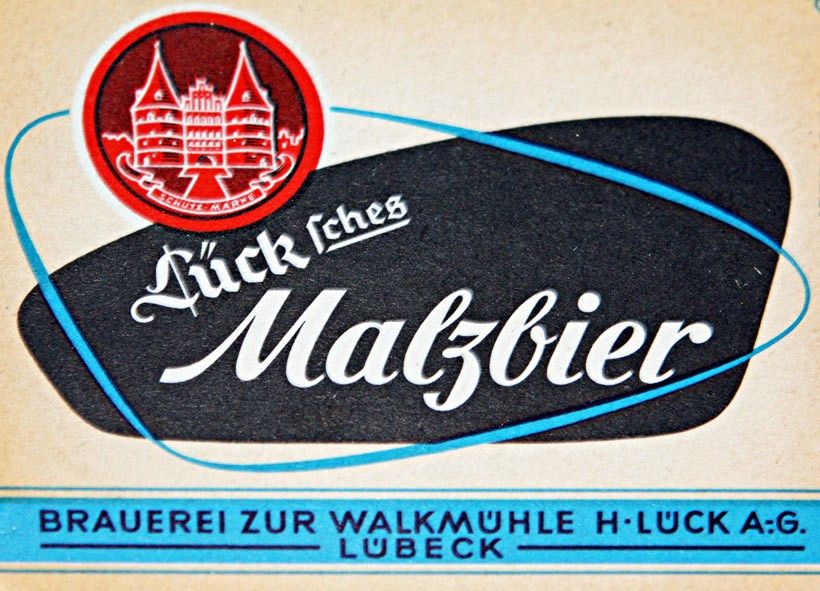
Malzbier-Etikett der Brauerei zur Walkmühle H. Lück AG

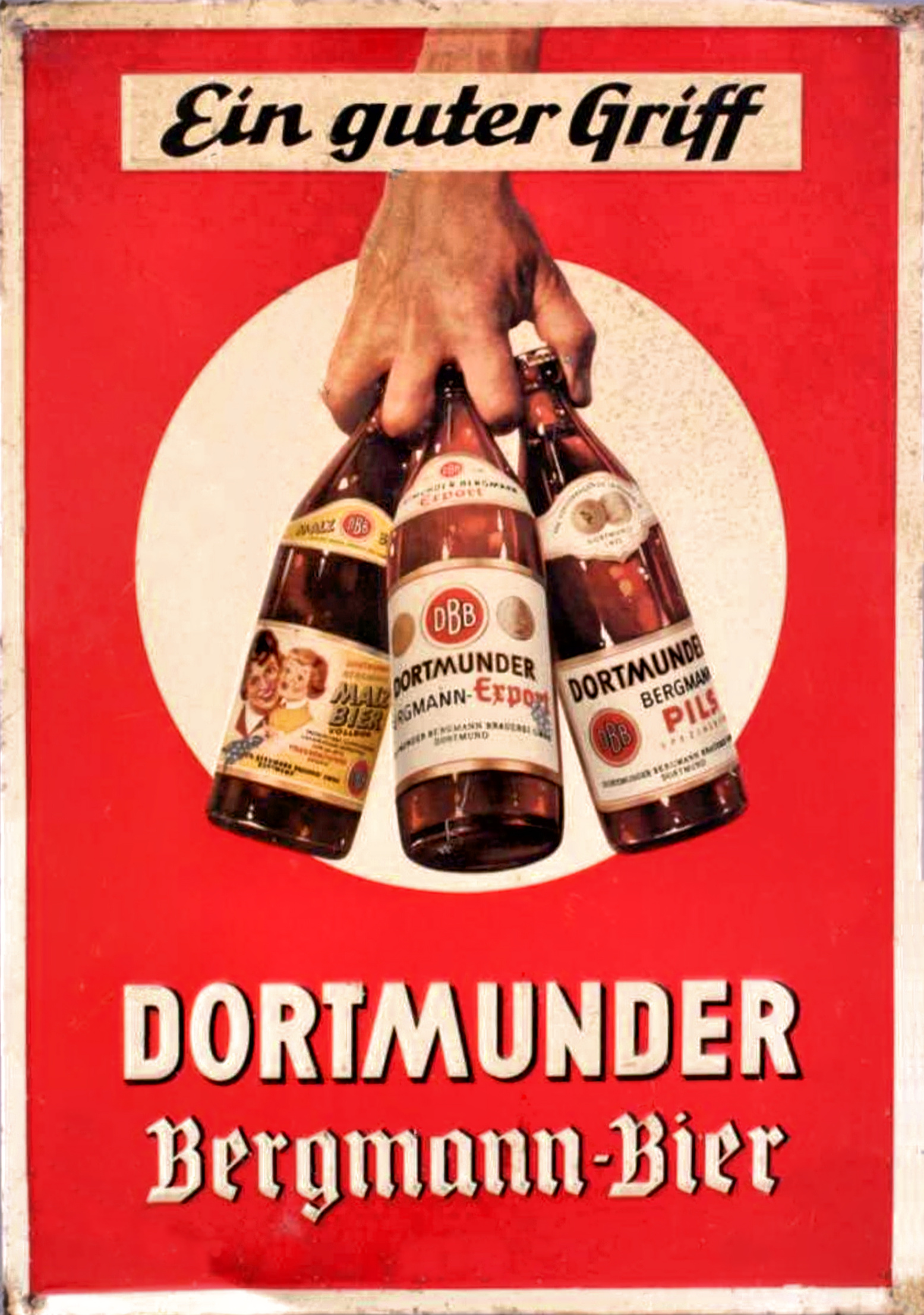
„Malzbier“ neben den Marken „Export“ und „Pils“ auf einer Emaillewerbung der Dortmunder Bergmann-Bier GmbH aus den 1950ern

Als Malzbier bezeichnet man verschiedene Biere aus Malz, die sich durch eine dunkle Farbe und einen geringen Alkoholgehalt auszeichnen.
- Obergäriges Malzbier mit der Zugabe von Zucker, Zuckersirup und Zuckercouleur ist auch als Süßbier bekannt. Nach einem Urteil des Bundesgerichtshofes von 1959[1] darf das Getränk in Bayern offiziell nicht mehr als (Malz-)Bier bezeichnet werden, wenn Zucker zugesetzt wurde, da dies dem bayerischen Reinheitsgebot widerspricht. Daher wird es seitdem als Malztrunk,[2] Malzgetränk oder Malz-Drink bezeichnet.
- Obergäriges Malzbier ohne Zugabe von Zucker, jedoch mit der Zugabe von Röstmalz wird auch obergäriges Nährbier „bayerischer Brauart“ genannt.
- Untergäriges Malzbier nennt man auch Doppelcaramel.

Das Verständnis, um welches Getränk es sich bei diesem Bier handelt, weicht stark nach zeitlichen, regionalen und rechtlichen Aspekten ab. „Bier aus Malz“ als Warengruppe der Position 2203 der Kombinierten Nomenklatur wird nicht allgemein mit Malzbier gleichgesetzt. Reines Malzbier ist rar geworden, aber noch verfügbar.